# Associazione Calcio Savoia 1908 1980-1981
Questa voce raccoglie le informazioni riguardanti il Savoia nelle competizioni ufficiali della stagione 1980-1981.

## Stagione
La stagione 1980-1981 fu la 59ª stagione sportiva del Savoia.
Serie C2 1980-1981: 10º posto

## Divise
| Casa | Portiere |

## Organigramma societario
Area direttiva
- Presidente:  Franco Immobile
- Vice presidente: Michele Gallo
- Dirigenti: Ercolino Castaldo, Felicio Ferraro

Area organizzativa
- Segretario generale: Giuseppe Sasso

Area tecnica
- Direttore Sportivo: Riccardo Franceschini
- Allenatore:  Comunardo Niccolai poi
 Mario Zurlini dalla 6^

## Rosa
| N. |                   | Ruolo | Calciatore                  |
| -- | ----------------- | ----- | --------------------------- |
|    | Italia (bandiera) | P     | Dario Agostini              |
|    | Italia (bandiera) | P     | Aniello Esposito            |
|    | Italia (bandiera) | P     | Mario Sulli                 |
|    | Italia (bandiera) | D     | Flavio Borsani              |
|    | Italia (bandiera) | D     | Giuseppe Cafaro             |
|    | Italia (bandiera) | D     | Aldo Cancellieri            |
|    | Italia (bandiera) | D     | Rocco Capasso               |
|    | Italia (bandiera) | D     | Carlo Cimicata              |
|    | Italia (bandiera) | D     | Ciro Milano                 |
|    | Italia (bandiera) | D     | Danilo Pierini              |
|    | Italia (bandiera) | D     | Ciro Raimondo               |
|    | Italia (bandiera) | D     | Giovanni Tognaccini         |
|    | Italia (bandiera) | C     | Giorgio Cantelli (capitano) |
|    | Italia (bandiera) | C     | Claudio Carrozzo            |

| N. |                   | Ruolo | Calciatore           |
| -- | ----------------- | ----- | -------------------- |
|    | Italia (bandiera) | C     | Antonio Natale       |
|    | Italia (bandiera) | C     | Alfredo Zica         |
|    | Italia (bandiera) | A     | Giovanni Bacchiocchi |
|    | Italia (bandiera) | A     | Stefano Francioni    |
|    | Italia (bandiera) | A     | Bartolo Qualano      |
|    | Italia (bandiera) |       | Gennaro Aprile       |
|    | Italia (bandiera) |       | Bruno Cornacchia     |
|    | Italia (bandiera) |       | Alessandro Dati      |
|    | Italia (bandiera) |       | Papa                 |
|    | Italia (bandiera) |       | Perfetto             |
|    | Italia (bandiera) |       | Restaino             |
|    | Italia (bandiera) |       | Riccio               |
|    | Italia (bandiera) |       | Tazzielli            |

## Calciomercato
| Acquisti | Acquisti | Acquisti | Acquisti   |
| R.       | Nome     | da       | Modalità   |
| -------- | -------- | -------- | ---------- |
|          |          |          | definitivo |

| Cessioni | Cessioni | Cessioni | Cessioni   |
| R.       | Nome     | a        | Modalità   |
| -------- | -------- | -------- | ---------- |
|          |          |          | definitivo |

## Risultati

### Campionato

#### Girone di andata
| 28 settembre 1980 1ª giornata | Savoia | 0 – 0 | Squinzano |  |

| 19 ottobre 1980 2ª giornata | Nuova Igea | 2 – 0 | Savoia |  |

| 9 novembre 1980 3ª giornata | Savoia | 0 – 1 | Campania |  |

| 30 novembre 1980 4ª giornata | Messina | 1 – 0 | Savoia |  |

| 21 dicembre 1980 5ª giornata | Savoia | 1 – 1 | Virtus Casarano |  |

| 18 gennaio 1981 6ª giornata | Savoia | 3 – 1 | Frattese |  |

| 5 ottobre 1980 7ª giornata | Sorrento | 0 – 1 | Savoia |  |

| 26 ottobre 1980 8ª giornata | Palmese | 1 – 0 | Savoia |  |

| 16 novembre 1980 9ª giornata | Monopoli | 1 – 0 | Savoia |  |

| 7 dicembre 1980 10ª giornata | Savoia | 2 – 0 | Potenza |  |

| 4 gennaio 1981 11ª giornata | Marsala | 1 – 0 | Savoia |  |

| 25 gennaio 1981 12ª giornata | Barletta | 2 – 0 | Savoia |  |

| 12 ottobre 1980 13ª giornata | Savoia | 4 – 1 | Ragusa |  |

| 2 novembre 1980 14ª giornata | Savoia | 1 – 1 | Juventus Stabia |  |

| 23 novembre 1980 15ª giornata | Savoia | 2 – 1 | Martina |  |

| 14 dicembre 1980 16ª giornata | Brindisi | 2 – 0 | Savoia |  |

| 11 gennaio 1981 17ª giornata | Savoia | 1 – 0 | Alcamo |  |

#### Girone di ritorno
| 1º febbraio 1981 18ª giornata | Squinzano | 1 – 0 | Savoia |  |

| 22 febbraio 1981 19ª giornata | Savoia | 2 – 0 | Nuova Igea |  |

| 15 marzo 1981 20ª giornata | Campania | 2 – 0 | Savoia |  |

| 12 aprile 1981 21ª giornata | Savoia | 1 – 0 | Messina |  |

| 10 maggio 1981 22ª giornata | Virtus Casarano | 2 – 0 | Savoia |  |

| 31 maggio 1981 23ª giornata | Frattese | 2 – 0 | Savoia |  |

| 8 febbraio 1981 24ª giornata | Savoia | 2 – 0 | Sorrento |  |

| 1º marzo 1981 25ª giornata | Savoia | 2 – 2 | Palmese |  |

| 29 marzo 1980 26ª giornata | Savoia | 3 – 3 | Monopoli |  |

| 26 aprile 1981 27ª giornata | Potenza | 1 – 1 | Savoia |  |

| 17 maggio 1981 28ª giornata | Savoia | 1 – 0 | Marsala |  |

| 7 giugno 1981 29ª giornata | Savoia | 0 – 0 | Barletta |  |

| 15 febbraio 1981 30ª giornata | Ragusa | 0 – 1 | Savoia |  |

| 7 marzo 1981 31ª giornata | Juventus Stabia | 0 – 0 | Savoia |  |

| 5 aprile 1981 32ª giornata | Martina | 2 – 1 | Savoia |  |

| 3 maggio 1981 33ª giornata | Savoia | 1 – 0 | Brindisi |  |

| 24 maggio 1981 34ª giornata | Alcamo | 1 – 1 | Savoia |  |